# Pierre Cabanes
Pierre Cabanes (Le Puy-en-Velay, 1930. december 23. – 2023. június 13.) francia ókortörténész, régész, epigráfus.
1969 után a Clermont-Ferrand-i Egyetemen az ókori Görögország történetének egyetemi tanára volt. Később a Párizs-Nanterre-i Egyetem ókortörténeti tanszékének oktatója, nyugdíjba vonulása után professor emeritusa lett. Pályafutása során betöltötte a párizsi Nemzeti Tudományos Kutatási Központ (CNRS) kutatási igazgatói tisztét. Bruno Cabanes (1967) történész apja.
Régészeti és ókortörténeti kutatásai az 1970-es évek óta elsősorban a mai Albánia ókori múltjára vonatkoznak. Doktori értekezését Épeirosz ókori történetéről írta, majd monografikusan feldolgozta az i. e. 5–2. századi Illír Királyság múltját.  1971-ben járt először Albániában, majd a rendszerváltást követően, 1992-ben az országban ásató francia régészeti misszió vezetője lett. Elsősorban apollóniai ásatásai nevezetesek, de feldolgozta Apollónia, Epidamnosz és Buthróton epigráfiai hagyatékát is. Az Albán Tudományos Akadémia külső tagja.

## Főbb művei
- L’Épire de la mort de Pyrrhos à la conquête romaine, 272–167 av. J.C. (Épeirosz Pürrhosz halálától a római hódításig, i. e. 272–167). Paris: Belles Lettres. 1976.
- Les illyriens de Bardulis à Genthios (IVe–IIe siècles avant J.-C.) (Az illírek Bardülisztól Genthioszig (i. e. 4–2. század). Paris: SEDES. 1988.  = Regard sur l’histoire,  65. ISBN 2718138416
- Albanie, le pays des aigles (Albánia, a sasok országa). Préf par Ismail Kadaré. Aix-en-Provence: Edisud. 1994.  ISBN 2857447191
- Le monde hellénistique : De la mort d’Alexandre à la paix d’Apamée, 323–188 (A hellenisztikus világ : Nagy Sándor halálától az apameiai békéig, i. e. 323–188). [Paris]: Seuil. 1995.
- Petit atlas historique de l’Antiquité grecque (Az ókori Görögország történelmi kisatlasza). Paris: Colin. 1999.  ISBN 2200019203
- Passions albanaises : De Berisha au Kosovo (Albán szenvedélyek: Berishától Koszovóig). Paris: Jacob. 1999.  ISBN 2738106676  [Fiával, Bruno Cabanes-nal]